# سنغ تشال (تشلاو)
سنغ تشال (بالفارسية: سنگ‌چال) هي قرية تقع في إيران في مازندران. يقدر عدد سكانها بـ 201 نسمة بحسب إحصاء 2016.